# Drosophila rosinae
Drosophila rosinae är en tvåvingeart som beskrevs av Vilela 1983. Drosophila rosinae ingår i släktet Drosophila och familjen daggflugor.
Artens utbredningsområde är Brasilien.